# Shinobu Ohno
Pour les articles homonymes, voir Ohno.
Shinobu Ohno (大野忍, Ōno Shinobu), née le 23 janvier 1984 à Zama au Japon, est une joueuse japonaise de football évoluant au poste d'attaquante, internationale japonaise.

## Biographie

### Carrière en club
En club, Ohno a évolué au NTV Beleza et à l'INAC Leonessa.

### Carrière internationale
Elle fait partie du groupe japonais présent lors des Coupes du monde de football 2007, où les Japonaises ne passent pas le premier tour, et 2011 remportée par les Nippones, marquant le premier but du match de groupe contre le Mexique. 
Elle est présente avec la sélection japonaise aux Jeux olympiques de 2008, jouant tous les matchs et terminant à la quatrième place.

## Palmarès

### En club
- Vainqueur du Championnat du Japon de football féminin en 2011 avec l'INAC Leonessa[3]

### En sélection nationale
- Vainqueur de la Coupe du monde de football féminin 2011
- Médaille d'argent aux Jeux olympiques d'été de 2012

## Statistiques
| Saison                | Club                  | Championnat           | Championnat | Championnat | Coupe nationale | Coupe nationale | Coupe de la Ligue | Coupe de la Ligue | Compétition(s) continentale(s) | Compétition(s) continentale(s) | Compétition(s) continentale(s) | Japon | Japon | Total | Total |
| Saison                | Club                  | Division              | M.          | B.          | M.              | B.              | M.                | B.                | Comp.                          | M.                             | B.                             | M.    | B.    | M.    | B.    |
| 1999                  | NTV Beleza            | L-League              | 5           | 0           |                 |                 | -                 | -                 | -                              | -                              | -                              | -     | -     | 5     | 0     |
| 2000                  | NTV Beleza            | L-League              | 11          | 2           |                 |                 | -                 | -                 | -                              | -                              | -                              | -     | -     | 11    | 2     |
| 2001                  | NTV Beleza            | L-League              | 14          | 10          |                 |                 | -                 | -                 | -                              | -                              | -                              | -     | -     | 14    | 10    |
| 2002                  | NTV Beleza            | L-League              | 10          | 8           |                 |                 | -                 | -                 | -                              | -                              | -                              | -     | -     | 10    | 8     |
| 2003                  | NTV Beleza            | L-League              | 20          | 12          | 4               | 3               | -                 | -                 | -                              | -                              | -                              | 5     | 2     | 29    | 17    |
| 2004                  | NTV Beleza            | L1                    | 14          | 5           |                 |                 | -                 | -                 | -                              | -                              | -                              | 1     | 3     | 15    | 8     |
| 2005                  | NTV Beleza            | L1                    | 21          | 24          | 5               | 2               | -                 | -                 | -                              | -                              | -                              | 7     | 1     | 33    | 27    |
| 2006                  | NTV Beleza            | Nadeshiko div.1       | 16          | 8           | 3               | 3               | -                 | -                 | -                              | -                              | -                              | 16    | 4     | 35    | 15    |
| 2007                  | NTV Beleza            | Nadeshiko div.1       | 21          | 23          | 4               | 5               | 2                 | 1                 | -                              | -                              | -                              | 17    | 8     | 44    | 37    |
| 2008                  | NTV Beleza            | Nadeshiko div.1       | 21          | 20          | 4               | 3               | -                 | -                 | -                              | -                              | -                              | 19    | 7     | 44    | 30    |
| 2009                  | NTV Beleza            | Nadeshiko div.1       | 21          | 11          | 4               | 4               | -                 | -                 | -                              | -                              | -                              | 3     | 2     | 28    | 17    |
| 2010                  | NTV Beleza            | Nadeshiko div.1       | 18          | 13          | 1               | 0               | 6                 | 3                 | -                              | -                              | -                              | 12    | 6     | 37    | 22    |
| Sous-total            | Sous-total            | Sous-total            | 192         | 136         | 25              | 20              | 8                 | 4                 | -                              | -                              | -                              | 80    | 33    | 305   | 193   |
| 2011                  | INAC Kobe Leonessa    | Nadeshiko             | 16          | 12          | 4               | 0               | -                 | -                 | -                              | -                              | -                              | 17    | 3     | 37    | 15    |
| 2012                  | INAC Kobe Leonessa    | Nadeshiko             | 18          | 13          | 3               | 0               | 5                 | 0                 | -                              | -                              | -                              | 14    | 2     | 40    | 15    |
| Sous-total            | Sous-total            | Sous-total            | 34          | 25          | 7               | 0               | 5                 | 0                 | -                              | -                              | -                              | 31    | 5     | 77    | 30    |
| 2012-2013             | Olympique Lyonnais    | Division 1            | 5           | 0           | 2               | 1               | -                 | -                 | C1                             | 0                              | 0                              | -     | -     | 7     | 1     |
| Sous-total            | Sous-total            | Sous-total            | 5           | 0           | 2               | 1               | 0                 | 0                 | -                              | 0                              | 0                              | -     | -     | 7     | 1     |
| 2013                  | AS Elfen Saitama      | Nadeshiko             | 8           | 2           | 3               | 1               | 0                 | 0                 | -                              | -                              | -                              | 7     | 1     | 18    | 4     |
| Sous-total            | Sous-total            | Sous-total            | 8           | 2           | 3               | 1               | 0                 | 0                 | -                              | -                              | -                              | 7     | 1     | 18    | 4     |
| 2014                  | Arsenal LFC           | FAWSL                 | 10          | 0           | 4               | 1               | 6                 | 2                 | C1                             | 2                              | 0                              | 6     | 0     | 28    | 3     |
| Sous-total            | Sous-total            | Sous-total            | 10          | 0           | 4               | 1               | 6                 | 2                 | -                              | 2                              | 0                              | 6     | 0     | 28    | 3     |
| 2015                  | INAC Kobe Leonessa    | Nadeshiko div.1       | 23          | 4           | 4               | 2               | -                 | -                 | -                              | -                              | -                              | 12    | 0     | 39    | 6     |
| 2016                  | INAC Kobe Leonessa    | Nadeshiko div.1       | 18          | 7           | 4               | 0               | 7                 | 1                 | -                              | -                              | -                              | 3     | 1     | 32    | 9     |
| 2017                  | INAC Kobe Leonessa    | Nadeshiko div.1       | 14          | 4           | 2               | 0               | 9                 | 0                 | -                              | -                              | -                              | -     | -     | 25    | 4     |
| Sous-total            | Sous-total            | Sous-total            | 55          | 15          | 10              | 2               | 16                | 1                 | -                              | -                              | -                              | 14    | 1     | 95    | 19    |
| 2018                  | NSK Sagamihara        | Nadeshiko div.1       | 16          | 2           | 3               | 1               | 7                 | 1                 | -                              | -                              | -                              | -     | -     | 26    | 4     |
| 2019                  | NSK Sagamihara        | Nadeshiko div.1       | 15          | 0           | 2               | 0               | 9                 | 3                 | -                              | -                              | -                              | -     | -     | 26    | 3     |
| Sous-total            | Sous-total            | Sous-total            | 31          | 2           | 5               | 1               | 16                | 4                 | -                              | -                              | -                              | -     | -     | 52    | 7     |
| Total sur la carrière | Total sur la carrière | Total sur la carrière | 335         | 180         | 56              | 26              | 51                | 11                | -                              | 2                              | 0                              | 139   | 40    | 583   | 257   |